# Episodi di Hannah Montana (prima stagione)
Qui di seguito la lista degli episodi della prima stagione di Hannah Montana.
| nº | Titolo originale                                         | Titolo italiano                                       | Prima TV USA      | Prima TV Italia   |
| -- | -------------------------------------------------------- | ----------------------------------------------------- | ----------------- | ----------------- |
| 1  | Lilly, Do You Want to Know a Secret?                     | Lilly e il segreto di Miley                           | 24 marzo 2006     | 24 settembre 2006 |
| 2  | Miley Get Your Gum                                       | La passione di Oliver                                 | 31 marzo 2006     | 24 settembre 2006 |
| 3  | She's a Super Sneak                                      | Lei è una super spiona                                | 7 aprile 2006     | 25 settembre 2006 |
| 4  | I Can't Make You Love Hannah If You Don't                | Non posso farti amare Hannah se non vuoi              | 14 aprile 2006    | 25 settembre 2006 |
| 5  | It's My Party And I'll Lie If I Want To                  | Amiche e bugie                                        | 21 aprile 2006    | 26 settembre 2006 |
| 6  | Grandma Don't Let Your Babies Grow Up To Be Favorites    | Il cocco della nonna                                  | 28 aprile 2006    | 26 settembre 2006 |
| 7  | It's a Mannequin's World                                 | Ahi, ahi, che regali mi fai                           | 12 maggio 2006    | 27 settembre 2006 |
| 8  | Mascot Love                                              | Il pirata Miley                                       | 26 maggio 2006    | 27 settembre 2006 |
| 9  | Ooo, Ooo, Itchy Woman                                    | Stuzzica il cane e ti ritrovi con le pulci            | 10 giugno 2006    | 28 settembre 2006 |
| 10 | O Say Can You Remember The Words?                        | Una tragedia...tutta da ridere                        | 30 giugno 2006    | 28 settembre 2006 |
| 11 | Oops! I Meddled Again                                    | Oops! Mi sono impicciata di nuovo                     | 14 luglio 2006    | 1º ottobre 2006   |
| 12 | On the Road Again                                        | Honky Tonk batticuore Rob                             | 28 luglio 2006    | 1º ottobre 2006   |
| 13 | You're So Vain, You Probably Think This Zit Is About You | Egocentrica, pensi che tutti guardino il tuo brufolo? | 12 agosto 2006    | 2 ottobre 2006    |
| 14 | New Kid in School                                        | Un nuovo compagno di scuola                           | 18 agosto 2006    | 2 ottobre 2006    |
| 15 | More Than a Zombie to Me                                 | Altro che zombie                                      | 8 settembre 2006  | 3 ottobre 2006    |
| 16 | Good Golly, Miss Dolly                                   | Guai folli, zia Dolly                                 | 29 settembre 2006 | 3 ottobre 2006    |
| 17 | Torn Between Two Hannahs                                 | La perfida Luann                                      | 14 ottobre 2006   | 4 ottobre 2006    |
| 18 | People Who Use People                                    | Chi usa chi?                                          | 3 novembre 2006   | 4 ottobre 2006    |
| 19 | Money For Nothing, Guilt for Free                        | Denaro donato, ti fa sentir sollevato                 | 26 novembre 2006  | 5 ottobre 2006    |
| 20 | Debt It Be                                               | Che debito sia                                        | 1º dicembre 2006  | 5 ottobre 2006    |
| 21 | My Boyfriend's Jackson & There's Gonna Be Trouble        | Un fidanzato impossibile                              | 1º gennaio 2007   | 8 ottobre 2006    |
| 22 | We Are Family: Now Get Me Some Water!                    | Sei licenziato!                                       | 7 gennaio 2007    | 8 ottobre 2006    |
| 23 | Schooly Bully                                            | Il bullo a scuola                                     | 19 gennaio 2007   | 9 ottobre 2006    |
| 24 | The Idol Side of Me                                      | Il mio lato da idolo                                  | 9 febbraio 2007   | 9 ottobre 2006    |
| 25 | Smells Like Teen Sellout                                 | Sa di vendita forzata                                 | 2 marzo 2007      | 10 ottobre 2006   |
| 26 | Bad Moose Rising                                         | Quando l'alce ci mette lo zampino                     | 30 marzo 2007     | 10 ottobre 2006   |

## Lilly e il segreto di Miley
- Titolo originale: Lilly, Do You Want to Know a Secret?
- Diretto da: Lee Shallat Chemel
- Scritto da: Michael Poryes, Richard Correll e Barry O'Brien

### Trama
Con il nome di Miley Stewart si cela la famosa cantante Hannah Montana, ma lei non vuole farlo sapere a nessuno, altrimenti non verrebbe più considerata come una normale ragazza. Quando la sua migliore amica Lilly la invita ad un concerto di Hannah Montana, Miley è costretta a rifiutare dicendo che è un tipo di cantante che non le interessa. Dopo lo spettacolo, Lilly si intrufola nel camerino di Hannah e scopre che indossa il braccialetto dell'amicizia che aveva regalato a Miley, quindi comprende che la sua migliore amica Miley è proprio Hannah Montana. Lilly rassicura Miley sul fatto che la loro amicizia non cambierà e che manterrà il suo segreto.
- Guest Star: Matt Winston (Fermine), Corbin Bleu (Johnny Collins), Shanica Knowles (Amber Addison), Anna Maria Perez de Tagle (Ashley Dewitt), Derek Basco (guardia)

## La passione di Oliver
- Titolo originale: Miley, Get Your Gum
- Diretto da: David Kendall
- Scritto da: Michael Poryes

### Trama
Miley è continuamente perseguitata da Oliver, innamorato di Hannah Montana, tanto da essere convinto che un giorno si sposeranno. Quando Oliver per poco non la vede senza parrucca, Miley decide che è necessario trovare una soluzione al problema, per cui Lilly le suggerisce di incontrarsi con lui sulla spiaggia, e di essere più disgustosa possibile. Nel corso dell'incontro, nonostante tutto, Oliver si ostina a volerla amare, allora Miley è costretta a rivelargli il suo segreto: così il ragazzo accetta di lasciarla in pace, perché la vede più come amica, che come fidanzata. Nel frattempo Jackson acquista la sua prima macchina usata, ma viene preso in giro dai suoi amici, perché è un'automobile da donna.
- Guest Star: Kyle Kaplan, Andre Jamal Kinney, Paul Vogt

## Lei è una super spiona
- Titolo originale: She is a super sneak
- Diretto da: David Kendall
- Scritto da: Kim C. Friese

### Trama
Robbie Ray costringe i suoi figli a casa a studiare, nonostante al cinema diano la prima del nuovo film di Ashton Kutcher. Ma i ragazzi ci vanno di nascosto, scoprendo che il loro padre, anziché trovarsi , come gli aveva detto, ad una riunione, si trova lì, al cinema, in compagnia di una donna. Jackson scopre dal palmare di Robbie Ray che questa donna è un'agente immobiliare di nome Margo Diamond. Miley, gelosa di suo padre, si reca con Jackson, vestita da Hannah Montana e il suo autista, sul posto di lavoro di Margo per scoprire qualcosa di più sul suo conto. Robbie Ray, passato da quelle parti, li scopre e Miley se ne va via arrabbiata: tornati a casa, Robbie Ray spiega alla figlia che nessuna rimpiazzerà mai sua madre, ma che la vita va avanti, ed è giusto che siano felici.
- Guest Star: Andre Kinney (Cooper), Lindsey Stoddart (Margo Diamond)

## Non posso farti amare Hannah se non vuoi
- Titolo originale: I can not make you love Hannah if you do not want
- Diretto da: David Kendall
- Scritto da: Kim C. Friese

### Trama
Miley trova finalmente il coraggio di chiedere a Josh, un ragazzo più grande di lei, di uscire, ma cambia subito idea quando viene a sapere che non gli piace Hannah Montana. Josh decide di conoscere Hannah Montana per cui invita Miley a un suo concerto: per interpretare entrambi i ruoli, Miley è costretta ad estenuanti corse per tutta la sera. Alla fine del concerto Josh se ne va arrabbiato perché Miley non è mai stata in sua compagnia. Jackson conosce Olivia, una ragazza divertente e molto spiritosa, ma si tratta della sorella del suo miglior amico Cooper, il quale gli vieta di frequentarla perché è molto geloso. Olivia va a trovare Jackson a casa sua, ma sul posto arriva anche Cooper che aveva deciso di vedere un film in compagnia di Jackson, che dimostra a Cooper che Olivia, in realtà, non è la tenera sorella che pensa, bensì è lei ad adescare i ragazzi. Cooper all'inizio non crede a Jackson, ma poi vede che Olivia sta baciando il ragazzo della pizza, così i due ragazzi tornano amici come prima.
- Guest Star: Andre Kinney (Cooper), Rae'Ven Larrymore Kelly (Olivia), Daniel Samonas (Josh), Matty Danza (Jimmy)

## Amiche e bugie
- Titolo originale: Friends and lies
- Diretto da: Roger Christiansen
- Scritto da: Douglas Lieblein

### Trama
Tracy organizza una festa e invita Miley e Lilly. Miley non riesce a dire a Lilly che il suo comportamento da maschiaccio la mette in imbarazzo, così finge che il party sia stato annullato. 
Jackson scommette con Rico di riuscire a conquistare Nina, che viene pagata da Rico per fare uno scherzo a Jackson. Alla fine Nina e Jackson si metteranno d'accordo per farla pagare a Rico.
- Guest Star: Alison Brie (Nina), Moisés Arias (Rico), Romi Dames (Traci), Cutter Garcia (Paulie il Paparazzo), D. Elliot Woods (Derek), Kunal Sharma (Evan), Lisa Robinson (Kay)

## Il cocco della nonna
- Titolo originale: The grandmother's coconut
- Diretto da: Roger Christiansen
- Scritto da: Douglas Lieblein

### Trama
A casa di Miley giunge Nonna Stewart, ansiosa di vedere la partita di pallavolo di Jackson. Miley è gelosa del fatto che sua nonna preferisca andare alla partita di Jackson e non al suo incontro con la Regina Elisabetta. La nonna le spiega che dedica più attenzioni a suo fratello perché, a causa di Hannah Montana, lui è sempre messo da parte, ma comunque vuole molto bene anche a lei. Alla fine Miley e suo padre saltano l'incontro con la Regina e vanno alla partita di Jackson.
- Guest Star: Vicki Lawrence (Nonna Stewart), Patrick Kerr (Simon Tisdale), Abigail Marlowe (Domestico della Regina), Helen Duffy (Regina Elisabetta II), Jeff Mallare (Avversario di Jackson), Ronnie Alvarez e Jessica Stone (Spettatori)

## Ahi, ahi, che regali mi fai
- Titolo originale: Ouch, ouch, that make me gifts
- Diretto da: Roger Christiansen
- Scritto da: Richard Correll, Howard Meyers, Barry O'Brien e Michael Poryes

### Trama
Miley compie quattordici anni e suo padre le regala un maglione molto imbarazzante. Miley ha paura di come i suoi amici la vedano con quel vestito. A fine giornata, alla sua festa Miley indossa quel maglione e...
- Guest Star: Andre Kinney (Cooper), Anna Maria Perez de Tagle (Ashley Dewitt), Frances Callier (Roxie), Shanica Knowles (Amber), Betsy Kelso (Milda), Jessica D. Stone e Rachel G. Fox (ragazze), Melody Noel Hernandez (ragazza della festa), Noah Lindsey Cyrus (piccola shopper)

## Il pirata Miley
- Titolo originale: The Pirate Miley
- Diretto da: Roger Christiansen
- Scritto da: ...

### Trama
Da quando Lilly viene a conoscenza del segreto di Miley le due ragazze non riescono più a passare molto tempo insieme. Allora Miley pensa di iscriversi alle selezioni per diventare cheerleader in modo da poter stare in compagnia con l'amica. Anche se all'inizio Lilly è una frana, viene presa, mentre Miley si deve accontentare di fare ... la mascotte : Pete il pirata. A questo punto decide di abbandonare tutto, convinta di essere appoggiata dall'amica, che, avendo trovato un hobby in cui è brava, sceglie di restare nel gruppo. Ma non appena Lilly si fa male, Hannah è disposta a rinunciare alla festa del dopo-concerto dei Rolling Stones.

## Stuzzica il cane e ti ritrovi con le pulci
- Titolo originale: Ooo, Ooo, Itchy Woman
- Diretto da: David Kendall
- Scritto da: ...
- Guest star: Anna Maria Perez de Tagle (Ashley), Shanica Knowles (Amber)

### Trama
Miley, Lilly, Oliver, Amber, Ashley, Chad, Forfora Danny e gli altri devono partecipare ad una gita scolastica ambientata nel bosco. Il professore pensa che Miley, Lilly, Amber e Ashley stiano diventando amiche intime, così decide di metterle nella stessa tenda. Oliver intanto ha dei problemi con un altro ragazzo, che, a sua volta, vuole infastidirlo. Intanto, Lily e Miley preparano la tenda, ma Amber e Ashley se ne prendono il merito. Per ripicca, Miley e Lilly fanno credere ad Amber e Ashley che nei paraggi c'è un orso. In realtà l'orso è Oliver. Ma il cespuglio in cui si nascondono è di edera velenosa.

## Una tragedia...tutta da ridere
- Titolo originale: O Say Can You Remember The Words?
- Diretto da: Lee Shallat Chemel
- Scritto da: ...
- Guest star: Frances Callier (Roxie)

### Trama
In classe assegnano un compito: recitare Romeo e Giulietta con solo due attori, un maschio e una femmina. Per un equivoco Miley dovrà svolgere il compito con Oliver, che in realtà ha una grande paura del palcoscenico. Oliver confida a Miley che per lei è facile, tanto a lei niente va storto, il problema nasce quando a Miley, inizia ad avere la stessa sua paura. Nel frattempo Jackson avrà seri problemi con lo zucchero.

## Oops! Mi sono impicciata di nuovo
- Titolo originale: Oops! I Meddled Again
- Diretto da: ...
- Scritto da: ...

### Trama
Hannah Montana riceve una e-mail da Becca, una ragazza della sua scuola, che le confida di avere una cotta per un suo compagno, che stranamente è Oliver ! Miley cerca allora di fare di tutto per farli mettere assieme. Un giorno, però, Becca scrive ancora ad Hannah dicendole che deve lasciare il suo ragazzo e che potranno essere solo amici. Miley pensa che si riferisca ad Oliver, e convince il suo amico a mollare Becca prima che lei molli lui. Becca però si riferiva al suo ex, che voleva lasciare per poter stare con Oliver. Alla fine Miley riuscirà ad impedire che i due innamorati si lascino. Intanto Jackson è costretto a fare delle cose imbarazzanti per compiacere Rico.

## Honky Tonk Batticuore Rob
- Titolo originale: On the Road Again
- Diretto da: ...
- Scritto da: ...

### Trama
Hannah, dopo essere ritornata da una tournée, trova vecchi oggetti di quando il padre era un cantante famoso, ma scopre che ha deciso di non cantare più per via della morte della mamma. Allora Miley consiglia al padre di ripartire e ricominciare da capo. Ma a Miley comincia a mancare il padre e non riesce a resistere in casa con Roxy. Decide quindi di raggiungerlo mentre lui è in tour.
- Guest Star: Ashley Tisdale (Maddie Fitzpatrick)

## Egocentrica, pensi che tutti guardino il tuo brufolo?
- Titolo originale: You're So Vain, You Probably Think This Zit Is About You
- Diretto da: ...
- Scritto da: ...

### Trama
Hannah è stata nominata "ragazza pelle perfetta" grazie al quale ottiene un servizio fotografico. La mattina dopo Lily porta gli occhiali che ritiene ridicoli, poiché ha un problema con le lenti a contatto, ma Miley la convince a portarli anche perché aveva una gara di skateboard. 

## Un nuovo compagno di scuola
- Titolo originale: New Kid in School
- Diretto da: ...
- Scritto da: ...

### Trama
A scuola di Miley arriva un nuovo compagno, Jake Ryan, un famoso attore. Tutti gli corrono dietro, lo servono, gli fanno fare tutto quello che vuole. Miley comincia ad essere gelosa, così decide di confidare ad una giornalista, che è fuori dalla classe, il suo segreto. Poi se ne pente e si fa aiutare dal padre e dal fratello...
- Guest Star: Cody Linley (Jake Ryan)

## Altro che zombie
- Titolo originale: More Than a Zombie to Me
- Diretto da: ...
- Scritto da: ...

### Trama
Hannah viene ingaggiata in un telefilm dove il protagonista è Jake Ryan. Lo racconta all'amica, ma quando legge che dovrà baciare Jake è preoccupata, visto che non le piace. Jake chiede a Miley l'invito al ballo, proprio perché è stata l'unica a scuola a non essere interessata a lui. Miley ripete tre volte di no. Hannah, giunta sul set, non vuole assolutamente baciare Jake, quindi propone ai registi di cambiare una scena: Jake deve baciare un cane, ma poi si pentirà della sua decisione. Corre subito in spiaggia e trova l'amica. Jake per paura di ricevere un altro no da parte di Miley, chiede a Lily di andare al ballo con lui. Lily accetta e Miley s'infuria. Al ballo Lily e Miley iniziano a litigare per uscire con Jake, ma alla fine le due amiche, dopo essersi buttate nei banchetti si perdonano e ballano da sole. Intanto Jackson apre il regalo che Robbie aveva fatto allo zio Earl, ma in realtà è uno scherzo. Jackson lo vuole aiutare ma dice Robbie che lui non può farcela . Allora Jackson si arrabbia e tra uno scherzo e l'altro continuano a farseli a vicenda.
- Guest Star: Cody Linley (Jake Ryan)

## Guai folli, zia Dolly
- Titolo originale: Woe crazy, Aunt Dolly
- Diretto da: Roger Christian
- Scritto da: Michael Poryes, Richard Correll e Barry O'Brien

### Trama
Quando arriva zia Dolly, Miley inizia a confidare alla sua madrina molte cose nella sua vita e le racconta anche la sua cotta per Jake Ryan. Ma la zia, per sbaglio, registra la sua confessione in una cassetta che per sfortuna finisce nelle mani di Jake. Così, Miley cerca di fare di tutto per recuperarla. Miley, zia Dolly e Lilly architettano un piano folle per recuperarla.
- Guest Star: Cody Linley (Jake Ryan), Summer Bishil (Rachel), Shanica Knowles (Amber), Dolly Parton (Zia Dolly), Anna Maria Perez de Tagle (Ashley Dewitt), Jack Taylor (Dandruff Danny)

## La perfida Luann
- Titolo originale: Torn Between Two Hannahs

### Trama
La cugina di Miley, identica alla giovane pop-star, giunge in città : è gelosa di Miley e intende rivelare a tutti la vera identità di Hannah durante un party di Halloween e di farle fare brutta figura davanti ai presenti cantando, visto che è stonata. Dopo aver legato e imprigionato Miley nel suo guardaroba, si traveste da Hannah e va alla festa con Lily. Intanto Jackson e Robbie provano a decorare la casa per la festa di Halloween.

## Chi usa chi?
- Titolo originale: People Who Use People
- Diretto da: ...
- Scritto da: ...

### Trama
Tra Jake e Miley sboccia finalmente l'amore, ma nessuno dei due lo ammette. Così decidono entrambi di ingelosire il rispettivo partner, lei uscendo con un altro ragazzo, lui con un'altra ragazza. Alla fine i due si fidanzeranno per poi lasciarsi subito dopo, non appena Miley scopre che Jake deve stare quattro mesi in Romania per girare un film.
- Guest Star: Cody Linley (Jake Ryan)

## Denaro donato, ti fa sentir sollevato
- Titolo originale: Money For Nothing, Guilt for Free
- Diretto da: ...
- Scritto da: ...

### Trama
Miley, Lily e Oliver hanno intenzione di battere Amber e Ashley per la raccolta fondi a favore dei bisognosi. All'inizio non riescono a racimolare molto, ma con un concerto di Hannah riescono a raccogliere tantissimo denaro. Poi, però, scoprono che Sarah, una loro compagna di classe, ha faticato moltissimo per raccogliere i soldi, decidono di dare a lei quello che hanno raccolto. Nonostante ciò, le vincitrici sono Amber e Ashley, che, grazie ad uno stratagemma di Miley e Lilly, devono passare il giorno libero di premio a fare lavori socialmente utili.
- Guest Star: Anna Maria Perez de Tagle (Ashley), Shanica Knowles (Amber)

## Che debito sia
- Titolo originale: Debt It Be
- Diretto da: ...
- Scritto da: ...

### Trama
Robby Ray consegna a Miley e Jackson le loro prime carte di credito personali. Miley decide di andare al mercatino delle pulci insieme ad Lily, ma, a Miley si strappa la gonna e se ne va a comprare un'altra. Tentata dalle belle cose non si trattiene più, compra a man bassa, contraendo un debito astronomico. Nella disperazione chiede aiuto a Jackson che le consiglia di vendere su internet degli oggetti di Hannah. Ma i ragazzi vendono anche un paio di orecchini che deve essere restituito... Cerca di ricontattare la compratrice, un'anziana signora. Miley e Jackson cercano di farseli ridare con l'inganno, ma in realtà la signora era d'accordo con il padre dei ragazzi, deciso a dare una lezione ai suoi figli.

## Un fidanzato impossibile
- Titolo originale: My Boyfriend's Jackson & There's Gonna Be Trouble
- Diretto da: ...
- Scritto da: ...

### Trama
Miley, nei panni di Hannah, è davanti a casa sua e viene fotografata da un giornalista, mentre Jackson le sta aprendo la porta. Così tutti iniziano a credere che i due sono fidanzati. C'è chi è disperato, e chi approfitta della situazione alla fine però Jackson racconta la verità, perché vede che con questa storia ha messo a disagio la sorella e tutti e due fanno pace.

## Sei licenziato!
- Titolo originale: We Are Family: Now Get Me Some Water!
- Diretto da: ...
- Scritto da: ...

### Trama
Miley accidentalmente fa licenziare suo fratello Jackson al chiosco di Rico. Per rimediare lo assume come assistente personale di Hannah Montana. Da qui iniziano i guai...

## Il bullo a scuola
- Titolo originale: Schooly Bully
- Diretto da: ...
- Scritto da: ...

### Trama
Alla scuola di Miley giunge una nuova ragazza che tutti chiamano La Furia perché in effetti al primo impatto non dà una bella impressione. Miley cerca allora di stringere amicizia con lei parlandole ma Furia disturba sempre Miley e Lilly. Così Roxy la guardia del corpo di Hannah decide di aiutarla, dal momento che Miley non vuole fare la spia. 
- Guest Star: Frances Callier (Roxie)

## Il mio lato da idolo
- Titolo originale: The Idol Side of Me
- Diretto da: ...
- Scritto da: ...

### Trama
Alla televisione hanno organizzato uno show per giovani talenti e chi vincerà potrà cantare con Hannah Montana in persona, ma la vincitrice sarà Amber che si reputerà una bravissima cantante. Intanto Jackson e suo padre hanno problemi con un cane rumoroso.
- Guest Star: Anna Maria Perez de Tagle (Ashley), Shanica Knowles (Amber)

## Sa di vendita forzata
- Titolo originale: Smells Like Teen Sellout
- Diretto da: ...
- Scritto da: ...

### Trama
Hannah Montana/Miley Stewart deve pubblicizzare un profumo al gusto di lamponi. Miley detesta i lamponi, ma continua a pubblicizzare il prodotto perché le vengono mandati un sacco di regali, fra cui una splendida automobile. Alla fine Miley dice la verità e rinuncia ai regali.
- Guest Star: Ryan Newman (Giovane Miley)

## Quando l'alce ci mette lo zampino
- Titolo originale: Bad Moose Rising
- Diretto da: ...
- Scritto da: ...

### Trama
Jackson è stufo perché deve rinunciare ogni fine settimana ai suoi appuntamenti con gli amici a causa di sua sorella. Così le propone una scommessa: se fosse riuscita a sopportare per tutto il giorno la terribile nipotina del vicino di casa l'avrebbe portata in giro tutte le volte che voleva, altrimenti non sarebbe più stato disponibile come "autista". Ma la cosa non è poi così facile perché quella sera Hannah ha una fantastica sfilata e Jackson fa di tutto per metterle i bastoni fra le ruote.